# Franco Panizza (politico)
Franco Panizza (Campodenno, 24 dicembre 1959) è un politico italiano, presidente ed ora presidente onorario del Partito Autonomista Trentino Tirolese (PATT), senatore nella XVII legislatura (2013 - 2018).

## Biografia
È nato il 24 dicembre 1959 a Campodenno nella frazione di Quetta, ove da sempre risiede. Ha frequentato il liceo scientifico a Cles e si è laureato a Padova in Scienze forestali con il massimo dei voti e la lode, ottenendo poi l'abilitazione alla libera professione. Di professione è collaboratore forestale abilitato presso gli uffici della Provincia autonoma di Trento: dopo essere stato in aspettativa durante il mandato politico è rientrato in servizio a seguito della mancata riconferma a senatore alle elezioni politiche del 2018. È stato direttore dell'A.C.T. - Associazione Contadini Trentini, nonché fra i promotori dell'attività dell'Unione delle Famiglie Trentine all'Estero.
Dal 5 novembre 2019 opera al Mart di Rovereto.

## Attività politica
La sua attività politica inizia nel 1995 con l'elezione in Consiglio comunale a Campodenno, dove ricopre il ruolo di capogruppo di maggioranza. Alle elezioni politiche del 1996 viene candidato nella lista de L'Abete nel collegio uninominale di Lavis (vinto dal candidato dell'Ulivo Luigi Olivieri con il 35,48%), arrivando in quarta posizione con il 17,69% e non risultando eletto, Successivamente viene nominato capogruppo comprensoriale del PATT in Val di Non, incarico che ricopre sino alle elezioni regionali in Trentino-Alto Adige del 1998, quando viene eletto consigliere regionale del Trentino Alto Adige e quindi della Provincia autonoma di Trento, sempre nelle file del PATT. Nella XII Legislatura regionale è stato assessore con deleghe a cooperazione, credito e personale fino all'ottobre 2001 nella giunta di centrosinistra presieduta da Margherita Cogo. Nel novembre 2001 è stato eletto Vicepresidente vicario del Consiglio regionale, rimanendo in carica fino al 2003.
Alle elezioni regionali in Trentino-Alto Adige del 2003 viene riconfermato consigliere provinciale, primo degli eletti del PATT con 4.990 preferenze personali. È stato chiamato a far parte della Giunta di centrosinistra della Provincia autonoma di Trento presieduta da Lorenzo Dellai, ricoprendo l'incarico di assessore con deleghe dapprima in materia di artigianato, successivamente a interventi provinciali per lo sviluppo dell'economia cooperativa e funzioni delegate in materia di cooperazione e vigilanza sulle cooperative; nel settembre 2007 gli sono state attribuite ulteriori competenze in materia di libro fondiario e catasto, rapporti con l'Unione Europea, cooperazione transfrontaliera e cooperazione interregionale, trasporti di interesse provinciale, funzioni delegate dallo Stato in materia di trasporti.
Alle elezioni regionali in Trentino-Alto Adige del 2008 è rieletto nel Consiglio provinciale di Trento con 6.186 preferenze personali, risultando il più votato della lista del PATT.
Grazie a questo risultato viene chiamato dal Presidente Lorenzo Dellai a far parte della Giunta provinciale di centrosinistra e gli vengono assegnate le deleghe a cultura, rapporti europei e cooperazione.
Alle elezioni politiche del 2013 è stato eletto senatore nel collegio uninominale Trentino-Alto Adige 1 (Trento), sostenuto, oltre che dal suo partito, anche da Partito Democratico, Südtiroler Volkspartei e Unione per il Trentino.
A seguito della sua elezione, si è dimesso dall'incarico di assessore provinciale.
Durante la XVII legislatura ha fatto parte del Gruppo per le Autonomie (SVP, UV, PATT, UPT) - PSI - MAIE, all'interno del quale dal 5 aprile 2017 assume la carica di Vicepresidente. È stato Segretario della 9ª Commissione del Senato per l'Agricoltura e la produzione agroalimentare, membro delle Commissioni 8ª e 13ª, in materia di Lavori pubblici e comunicazioni, Territorio, ambiente e beni ambientali, e della Bicamerale per l'infanzia e l'adolescenza.. Viene anche nominato dal Senato della Repubblica fra i Delegati parlamentari italiani presso l'Assemblea parlamentare della NATO. È stato nominato dal Governo rappresentante della Provincia autonoma di Trento per le celebrazioni del Centenario della Prima Guerra Mondiale e della Resistenza. È stato promotore del Gruppo dei Parlamentari per lo sviluppo della montagna nel quale ha rivestito la Vicepresidenza vicaria. È stato Segretario dell'Intergruppo per la Cina.
8ª Commissione permanente (Lavori pubblici, comunicazioni): Membro dal 5 dicembre 2013 al 17 settembre 2014

9ª Commissione permanente (Agricoltura e produzione agroalimentare): Membro e Segretario dal 7 maggio 2013

13ª Commissione permanente (Territorio, ambiente, beni ambientali): Membro dal 7 maggio 2013 al 2 dicembre 2013
Commissione parlamentare permanente (Infanzia e adolescenza): Membro dal 19 luglio 2013 al 22 settembre 2014
Delegazione parlamentare italiana presso l'Assemblea parlamentare della NATO: Membro dal 31 marzo 2014
Il 27 febbraio 2014 il Consiglio provinciale di Trento lo ha nominato all'interno della Commissione dei Dodici.
Franco Panizza si ricandida da uscente alle elezioni politiche del 2018 nel collegio uninominale Trentino-Alto Adige - 04 (Trento), ma ottiene il 34,87% e viene superato dal candidato di centrodestra Andrea De Bertoldi (37,58%), subendo, anche se per pochi voti, un'inattesa sconfitta.
Nel 2020 Franco Panizza decide di candidarsi a sindaco del Comune di Campodenno, di cui era già stato consigliere comunale all'inizio della sua carriera politica. Dopo una campagna elettorale resa lunga e complicata dalla pandemia di COVID-19, con lo slittamento della tornata elettorale di diversi mesi, il verdetto che esce dalle urne non è favorevole all'ex-Senatore, che si ritrova di fronte ad un'altra inaspettata sconfitta, venendo sconfitto di misura (50,49% a 49,51%) dal sindaco uscente Daniele Biada.

## Attività svolta nel PATT
Durante il congresso del PATT del 15 aprile 2011, svoltosi al Palarotari di Mezzocorona, è stato eletto all'unanimità segretario politico del Partito.
Il 13 marzo 2016, Franco Panizza è stato riconfermato Segretario del PATT dal Congresso, che lo ha eletto con il 76% dei voti.
Il 24 marzo 2019 si tiene a Pergine Valsugana il congresso ordinario del PATT. Panizza, che aveva già annunciato di voler lasciare l'incarico di Segretario, viene eletto Presidente del Partito per acclamazione. Gli succede alla segreteria il suo vice Simone Marchiori.
Il 3 aprile 2022 al Congresso di Pergine viene rieletto per acclamazione Presidente del Partito. Non si ripresenta come candidato al Congresso del 2 febbraio 2025, che però lo vota, dopo una lunga standing ovation, Presidente onorario del PATT.